# The House That Vanished
The House That Vanished (també publicat amb els títols Scream... and Die!, and Please! Don't Go in the Bedroom) és una pel·lícula de terror britànico-espanyola del 1973 dirigida per José Ramón Larraz, escrita per Derek Ford, i protagonitzada per Andrea Allan, Karl Lanchbury i Judy Matheson. La seva trama segueix una jove model que presencia un assassinat en una casa abandonada al bosc, però que no pot traslladar-la després d'informar el crim a la policia.

## Trama
La model londinenca Valerie Jennings viatja al camp amb el seu xicot fotògraf, Terry, que busca una casa abandonada; té la intenció de trobar-hi alguna cosa, però no li diu què és. Descobreixen la casa a la nit, i mentre l'exploren, la Valerie descobreix nombrosos passaports de dones en un dormitori. Una altra parella, una dona i un home invisible, entren a la casa. En pànic, la Valerie i el Terry s'amaguen en un armari. Observen com la dona és brutalment assassinada amb una navalla automàtica. Mentre l'assassí es renta les mans al bany, Valerie fuig, sense saber que Terry no la segueix. Quan troba que li falten les claus del seu cotxe, corre cap al bosc i l'assassí la persegueix fins a un pati de demolicions abandonat on aconsegueix evadir-lo amagant-se dins d'un cotxe.
L'endemà, Valerie arriba a una carretera i torna a Londres amb autostop. Entra al seu apartament i, mentre es troba a la finestra de la cuina, veu el cotxe d'en Terry aparcat al carrer. El troba desbloquejat i per dins descobreix la seva cartera de modelatge amb una foto que falta. Perplexa, va a l'apartament de Terry però descobreix que no ha tornat a casa. Presa de pànic, la Valerie visita el seu amic Mike i la seva xicota, la Stella, que la demanen que no vagi a la policia, per por que s'impliqui en el robatori de Terry. Més tard, en una sessió de modelatge, Mike presenta la Valerie al seu amic Paul, un artista jove i tímid que fa màscares per guanyar-se la vida. Paul convida a la Valerie a sopar, però se'ls uneix la seva tieta Susanna. Després que la Valerie se'n va, Paul i Susanna tenen relacions sexuals incestuoses.
Encara preocupada per l'absència de Terry, Valerie accepta portar Mike i Stella a la casa. Ella els condueix al pati de demolicions, on inexplicablement troben el cotxe devastat de Terry. Malgrat els seus esforços, no aconsegueixen trobar la casa. De tornada al seu edifici d'apartaments, la Valerie es posa nerviosa per la presència del Sr. Hornby, un nou veí excèntric que es trasllada a sota d'ella i que cura coloms a casa seva. Se sent alleujada quan la seva companya de pis Lorna, també model, torna d'una feina fora de la ciutat. Una nit, mentre Valerie està fora amb els amics, un intrús entra a l'apartament i assassina Lorna després de violar-la.
Desconcertada per l'assassinat de Lorna, Valerie és convidada a sortir de la ciutat amb Paul, cosa que ella accepta. La porta a una casa pairal remota propietat de la seva família. Mentre era allà, li confessa que el seu pare es va suïcidar a casa. A la nit, la Valerie sent sorolls que provenen de dalt, però Paul li assegura que no hi ha ningú. Va a investigar, i nota un animal de taxidèrmia idèntic a un que va veure a la casa on va entrar amb Terry; s'adona que està a la mateixa casa que abans. Al dormitori de dalt, descobreix un llit tacat de sang. En sentir algú pujar les escales, torna a amagar-se a l'armari, i veu la Susanna entrar a l'habitació, trucant a Paul i castigant-lo. A l'armari, descobreix els cossos de Terry i Stella. Valerie fuig a la planta baixa on és atacada per Paul. La Susanna l'anima a matar a la Valerie, però ell es gira contra ella i la mata a punyalades. Valerie surt corrent, on la policia la troba. A dins, Paul s'asseu al passadís en silenci.

## Repartiment
- Andrea Allan com a Valerie Jennings
- Karl Lanchbury com a Paul
- Maggie Walker com a tia Susanna
- Peter Forbes-Robertson com el Sr. Hornby
- Judy Matheson com a Lorna Collins
- Annabella Wood com a Stella
- Alex Leppard com a Terry
- Lawrence Keane com a Mike
- Edmund Pegge com a Kent
- Daphne Lea com la senyora Dabney
- Richard Aylen com a inspector Matheson
- Joshua Leppard com a Peter
- Raymond Young com a conductor de cotxe

## Promoció i llançament
La pel·lícula va tenir una primera projecció exclusiva sota el títol Please! Don't Go in the Bedroom al Trail Drive-In a Lake Worth, Florida, el 7 de desembre de 1973. Va rebre la distribució en sales als Estats Units a partir de l'octubre de 1974 a través d'American International Pictures, que va retitular la pel·lícula The House That Vanished. Aquest tall de la pel·lícula dura 84 minuts; segons l'estudiós cinematogràfic Gary Smith, el tall original de la pel·lícula (sota el títol Scream... and Die!) dura 99 minuts. Per aprofitar la popularitat recent de L'última casa de l'esquerra de Wes Craven (1972), el cartell utilitzava el popular lema d'aquella pel·lícula, "És només una pel·lícula", suggerint que la pel·lícula, que en realitat era una història de fantasmes sobrenaturals, era una pel·lícula d'explotació gràfica.
La pel·lícula es va tornar a estrenar el 1977 amb els títols Psycho Sex Fiend i Psycho Sex.

### Mitjans domèstics
La pel·lícula es va estrenar a VHS amb el títol The House That Vanished l'any 1984 per Media Home Entertainment. El 1988, Video Treasures va reeditar la pel·lícula en VHS amb el mateix títol. Aquesta estrenes en VHS tenen una durada de 84 minuts, el mateix que el tall en sales de la pel·lícula estrenada per American International Pictures. La pel·lícula també es va estrenar en Blu-ray però ràpidament es va quedar exhaurida.

## Obres citades
- Cooper, Ian. Frightmares: A History of British Horror Cinema.  Nova York: Columbia University Press, 2016. ISBN 978-0-993-07174-4.
- Craddock, James M. Video Source Book. 39th.  Thomson Gale, 2008. ISBN 978-1-414-40100-3.
- Fenton, Harvey; Flint, David. Ten Years of Terror: British Horror Films of the 1970s.  FAB Press, 2001. ISBN 978-1-903-25408-0.
- Meyers, Ric. For One Week Only: The World of Exploitation Films. Revised.  Eirini Press, 2011. ISBN 978-0-979-99893-5.
- Smith, Gary A. Uneasy Dreams: The Golden Age of British Horror Films, 1956-1976.  Jefferson, N. Carolina: McFarland, 2006. ISBN 978-0-786-42661-4.